# Würth AG
Die Würth AG mit Sitz in Arlesheim (Schweiz) beliefert Handwerker mit Montage- und Befestigungsmaterial. Das Unternehmen beschäftigt ca. 750 Mitarbeitende – mehr als die Hälfte davon als Verkäufer im Aussendienst.
Die Würth AG ist ein Unternehmen der weltweit tätigen Würth-Gruppe.

## Geschichte

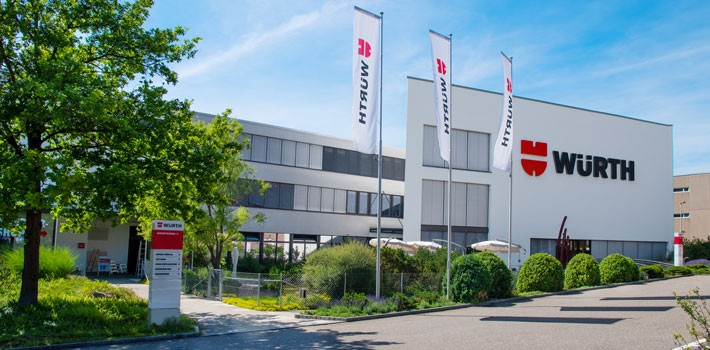
Firmensitz Würth AG in Arlesheim (BL)

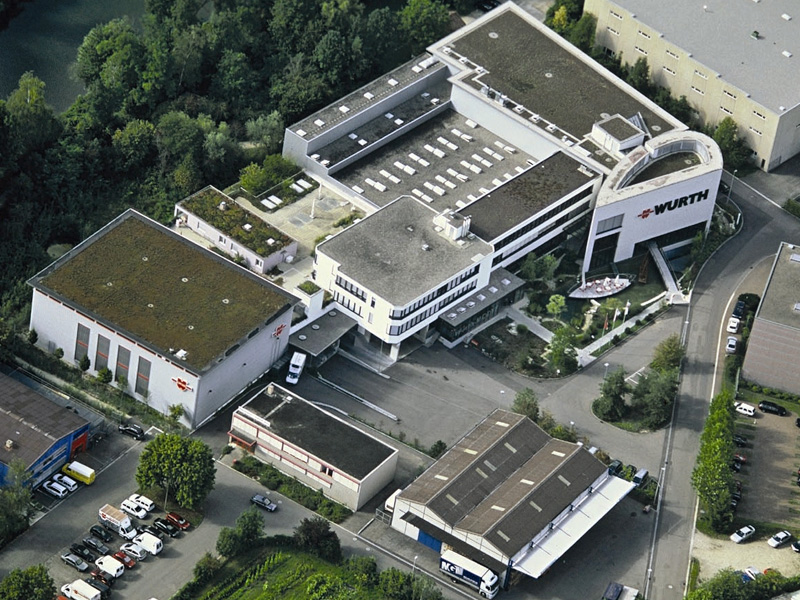
Luftaufnahme Hauptsitz Würth AG in Arlesheim (BL)

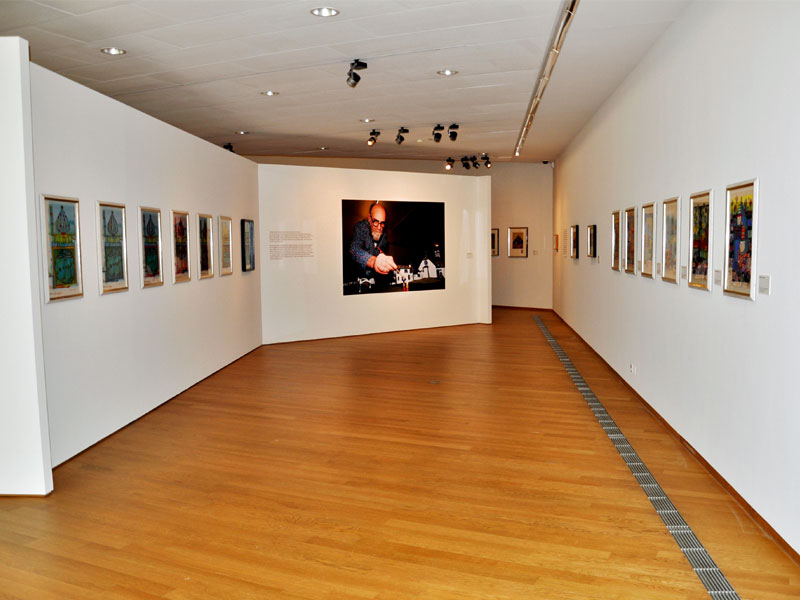
Ausstellung «Friedensreich Hundertwasser – Die Ernte der Träume» im Forum Würth Arlesheim

Als Schrauben Würth GmbH wurde die heutige Würth AG am 30. April 1962 von Reinhold Würth in Basel gegründet. 1983 erfolgte die Umfirmierung zu Würth AG. 1963 wurde der Firmensitz nach Pratteln verlegt.
1985 verlegte die Würth AG ihren Firmensitz von Münchenstein nach Arlesheim. 2003 wurde das Verwaltungs- und Vertriebszentrum in Arlesheim um zwei grosse Lagerhallen, einen Bürotrakt sowie das Forum Würth Arlesheim erweitert, in welchem Kunst und Kultur präsentiert werden. 1991 eröffnete Würth AG zunächst in Lonay, später in Crissier eine Niederlassung in der Romandie. 1998 wurde in Mezzovico ein Stützpunkt für die italienischsprachige Schweiz eröffnet. 2007 öffnete der erste Würth Shop in Niederwangen.

## Produkte
Das Sortiment der Würth AG umfasst über 150 000 Produkte von Schrauben, Dübeln und Beschlägen über Werkzeuge, Maschinen, chemisch-technischen Produkten, Arbeitsschutz, bis hin zu Fahrzeugeinrichtungen und Lagermanagement.

## Geschäftsmodell
Der Handel mit Montage- und Befestigungsmaterial ist das Kerngeschäft der Würth AG. Das Unternehmen beschäftigt über 380 fest angestellte Verkäufer in den Divisionen Auto, Cargo, Metall, Installation, Maintenance, Holz und Bau. Die Aussendienstmitarbeiter beraten Handwerks- und Industriebetriebe (Business-to-Business). Als Ergänzung zum Aussendienst betreibt Würth AG einen B2B Online-Shop sowie eine Mobile App für Gewerbetreibende und verfügt zudem über 50 Niederlassungen in der ganzen Schweiz.

## Kulturelles Engagement
Im 2003 eröffneten Forum Würth Arlesheim werden wechselnde Kunst-Ausstellungen hauptsächlich mit Werken aus der Sammlung Würth gezeigt. Darüber hinaus finden im Forum regelmässig kulturelle Veranstaltungen, wie Lesungen, Konzerte und Comedy, statt.
Im Verbund mit weiteren Schweizer Würth-Gesellschaften engagiert sich Würth AG als Official Sponsor des Spengler Cups (Eishockey, seit 2007) und als Premium-Partner von Special Olympics Switzerland (Sportprogramme für Menschen mit geistiger Behinderung, seit 2012). Für das Engagement bei Special Olympics Switzerland wurde der Firmenverbund im Februar 2014 mit dem "Public Award for the Best Sponsorship Campaign 2013" ausgezeichnet. Von 2005 bis 2012 war Würth Hauptsponsor der Tour de Suisse. International engagiert sich der Würth Konzern seit Jahren im Fussball. Die Werte wie "leidenschaftlich für den Erfolg einsetzen", "dynamisch und optimistisch", passen ausgezeichnet zum Fussball. Von 2013 bis 2016 war die Würth-Gruppe Schweiz Presenting Partner des Würth Schweizer Cups und ergänzte so die international bestehenden Fussball-Engagements.